# Cratere Gratteri
Gratteri  è un cratere sulla superficie di Marte.